# Saint-Jean-de-Daye
Saint-Jean-de-Daye é uma comuna francesa na região administrativa da Normandia, no departamento Mancha. Estende-se por uma área de 4,25 km². Em 2010 a comuna tinha 640 habitantes (densidade: 150,6 hab./km²).